# Michigan State Capitol
Das Michigan State Capitol ist der Sitz der Michigan Legislature, der Legislative des US-Bundesstaates Michigan. Des Weiteren ist es Amtssitz des Gouverneurs und des Vizegouverneurs. Das Parlament von Michigan besteht aus zwei Kammern (wie in allen Bundesstaaten außer Nebraska). Diese zwei Kammern sind das Repräsentantenhaus von Michigan (110 Abgeordnete) und der Senat von Michigan (38 Abgeordnete).
Am 30. April 2020 wurde das Kapitolgebäude von bewaffneten rechten Demonstranten gestürmt, die gegen die Maßnahmen von Gouverneurin Gretchen Whitmer zur Bekämpfung der COVID-19-Pandemie protestierten.

## Geschichte

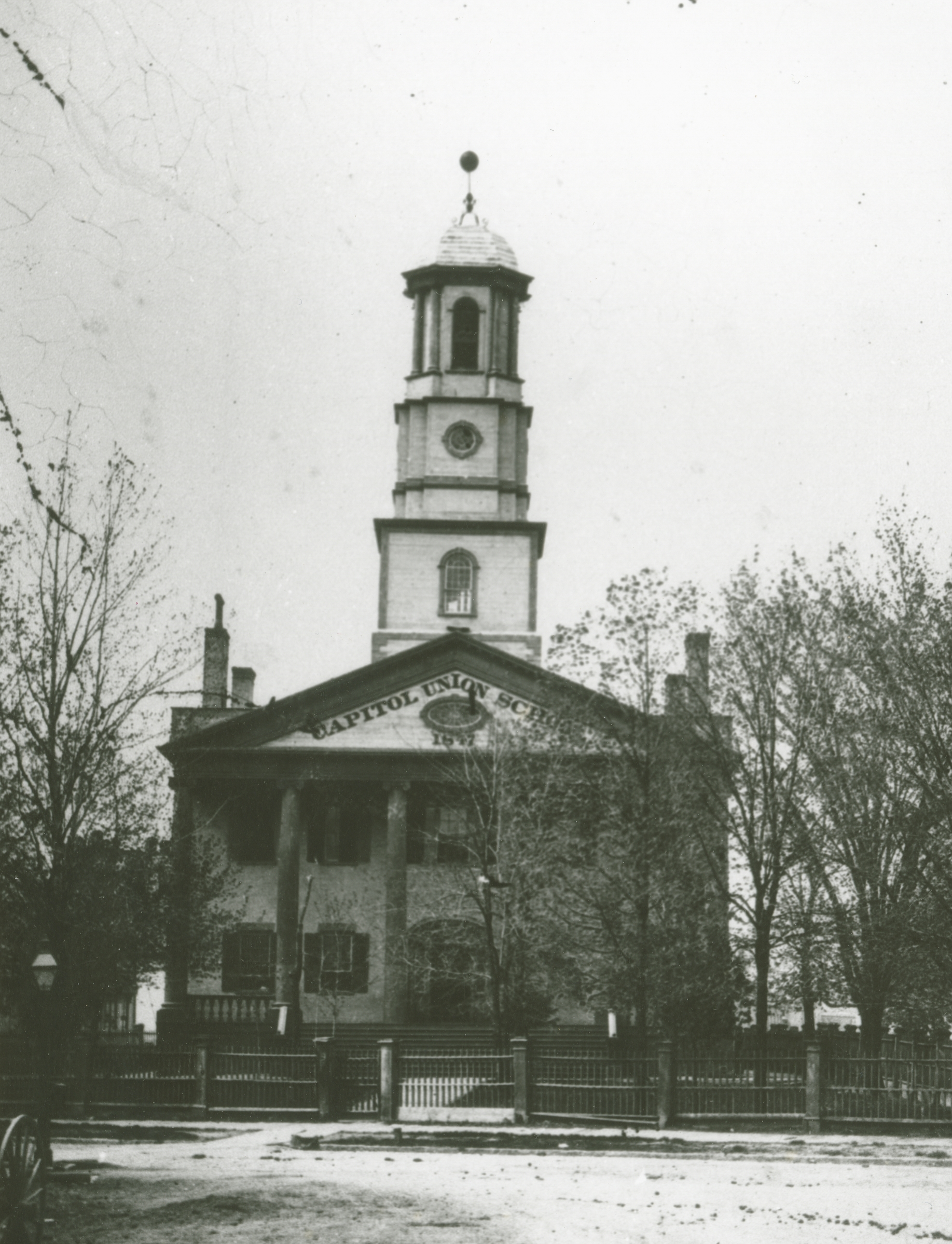
Erstes Kapitol in Detroit

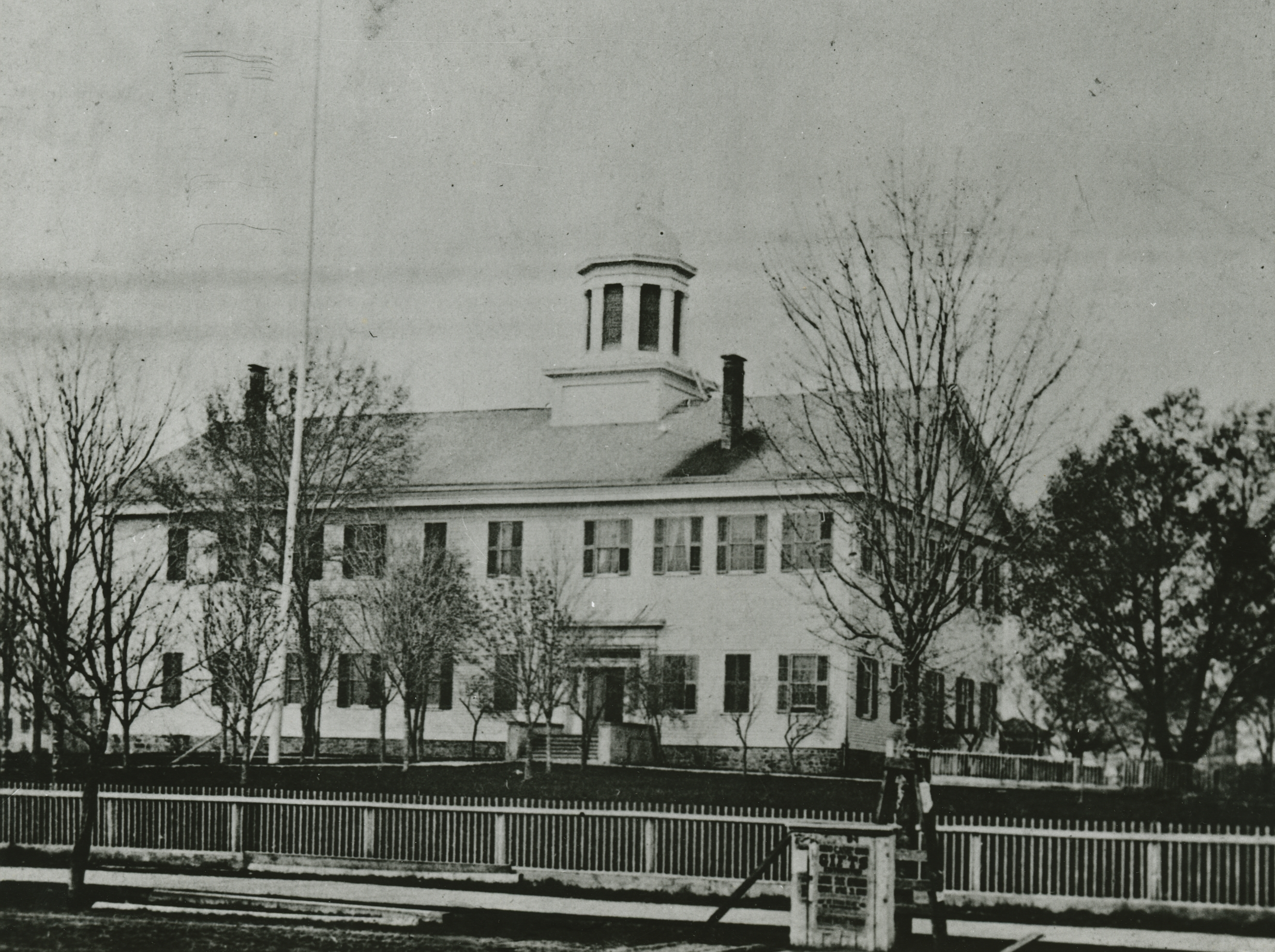
Zweites Kapitol in Lansing

### Erstes Kapitol
Das erste Kapitol befand sich in Detroit, der damaligen Hauptstadt von Michigan. Es bestand, seit Michigan ein Bundesstaat wurde (1837), bis zum Bau des zweiten Kapitols in der neuen Hauptstadt Lansing (1848). Es wurde im Greek-Revival-Stil gebaut. In der Mitte befand sich ein 42 m hoher Turm. Im Jahre 1837 kostete der Bau 24.500 $. Umgerechnet auf das Jahr 2011 wären das 540.000 $. Nach dem Umzug des Parlaments nach Lansing wurde das erste Kapitol in eine öffentliche Schule umfunktioniert. Es war zu dieser Zeit die einzige High School in Detroit und blieb es bis zu einem Brand im Jahre 1893.

### Zweites Kapitol
Das zweite Kapitol wurde von 1847 bis 1848 in Lansing gebaut. Es war der Wunsch vieler Menschen und der Regierung gewesen, das Parlament von der kanadischen Grenze wegzubringen, da Kanada immer noch zu Großbritannien gehörte. In der näheren Auswahl für die neue Hauptstadt standen: Ann Arbor, Jackson und Grand Rapids. Es war eine einfache zweistöckige Holzrahmenstruktur mit grün gestrichenen Fensterläden und einer kleinen Kuppel aus Zinn. Die Baukosten im Jahre 1847 betrugen etwa 23.000 $. Umgerechnet auf 2011 wären das etwa 540.000 $. Bei der Einweihung des heutigen State Kapitols wurde es verkauft und in eine Firma umgewandelt, bis es 1882 bei einem Brand zerstört wurde.

### Drittes und Heutiges Kapitol
In den frühen 1870er-Jahren forderte Gouverneur Henry P. Baldwin die Abgeordneten auf, ein neues State Kapitol zu finanzieren. Der Baubeginn war 1873 mit Baukosten von 1,2 Mio. $. Umgerechnet auf 2011 wären das 22 Millionen US-$. Als Architekt wurde Elijah E. Myers ausgewählt. Er hatte ein eigenes Design, das er Tuebor (zu Deutsch: ich verteidige) nannte. Myers verwendete zwei Seitenflügel und eine große zentrale Kuppel. Die Konstruktion wandte er später auch auf die Kapitole von Colorado und Texas zurück. Wie alle State Capitols, die nach dem Sezessionskrieg gebaut wurden, ist auch dieses Kapitol feuer- und kriegsfest gebaut. Das heutige Kapitol hat vier Etagen mit einem Haupteingang im Erdgeschoss und zwei große Treppen, die bis in die oberste Etage führen. Es misst in der Breite 83,40 m, in der Höhe 81,30 m und in der Länge 128,00 m.
Im ersten Stock können Besucher die Kuppel mit mehreren Bildern sehen. Außerdem hängt dort eine riesige Uhr, die sogenannte Master-Clock. Im zweiten Stock befinden sich das Büro des Gouverneurs und eine Galerie mit allen Gouverneuren von Michigan. Im dritten Stock befinden sich die zwei Kammern der Legislative, das Repräsentantenhaus und der Senat. Die Sitzungen werden von Government-access television aufgezeichnet.
Am 30. April 2020 stürmten hunderte rechte Demonstranten, teilweise mit Kriegswaffen bewaffnet und vermummt, das Kapitol, während dort über Maßnahmen gegen die COVID-19-Pandemie beraten wurde. Unter den Angreifern fanden sich zahlreiche Mitglieder rechter Milizen. Die Menge versuchte vergeblich, in den Plenarsaal einzudringen, und bedrohte die Gouverneurin Gretchen Whitmer. Dem vorausgegangen waren Aufrufe von Präsident Donald Trump, gegen die strikten Maßnahmen der Gouverneurin zu protestieren; so twitterte er u. a. „befreit Michigan“. Einige Beobachter sahen in diesen Aufrufen den Versuch, einen Aufstand anzustacheln, so wie später beim Angriff auf das Kapitol in Washington D.C. Nur wenige Monate später wurden erneut Pläne einer Miliz aufgedeckt, das Kapitol anzugreifen. Die Gruppe Wolverine Watchmen plante ursprünglich, das Kapitol einzunehmen und Geiseln zu nehmen, verlagerte sich dann aber auf den Plan zur Entführung Gretchen Whitmers. Einige dieser Personen nahmen bereits an den Ereignissen des 30. April teil.

## Trivia
In dem Gebäude ist das Tragen von Schusswaffen für jeden, einschließlich Besucher, erlaubt.